# 新居 (土佐市)
新居（にい）は、高知県土佐市の大字。2010年3月31日現在の人口は1742人。郵便番号は781-1154。本項ではかつて同区域に2度にわたって存在した高岡郡新居村（にいむら）についても記す。

## 地理
土佐市の南東端、土佐湾に面した仁淀川の河口左岸にあたる。北で用石・塚地、西で宇佐町宇佐、東で仁淀川を挟んで春野町西畑に接する。西に中口山・黒岩山がそびえる。土佐湾沿いを高知県道23号須崎仁ノ線、仁淀川沿いを高知県道282号新居中島線が通過する。

### 海洋
- 土佐湾

### 山岳
- 中口山
- 黒岩山

### 河川
- 仁淀川
- 波介川

### 橋脚
- 仁淀川河口大橋
- 夢渡し橋波介川改修により波介川に新しくかけられた橋。名称は土佐市立新居小学校生徒により名付けられた。

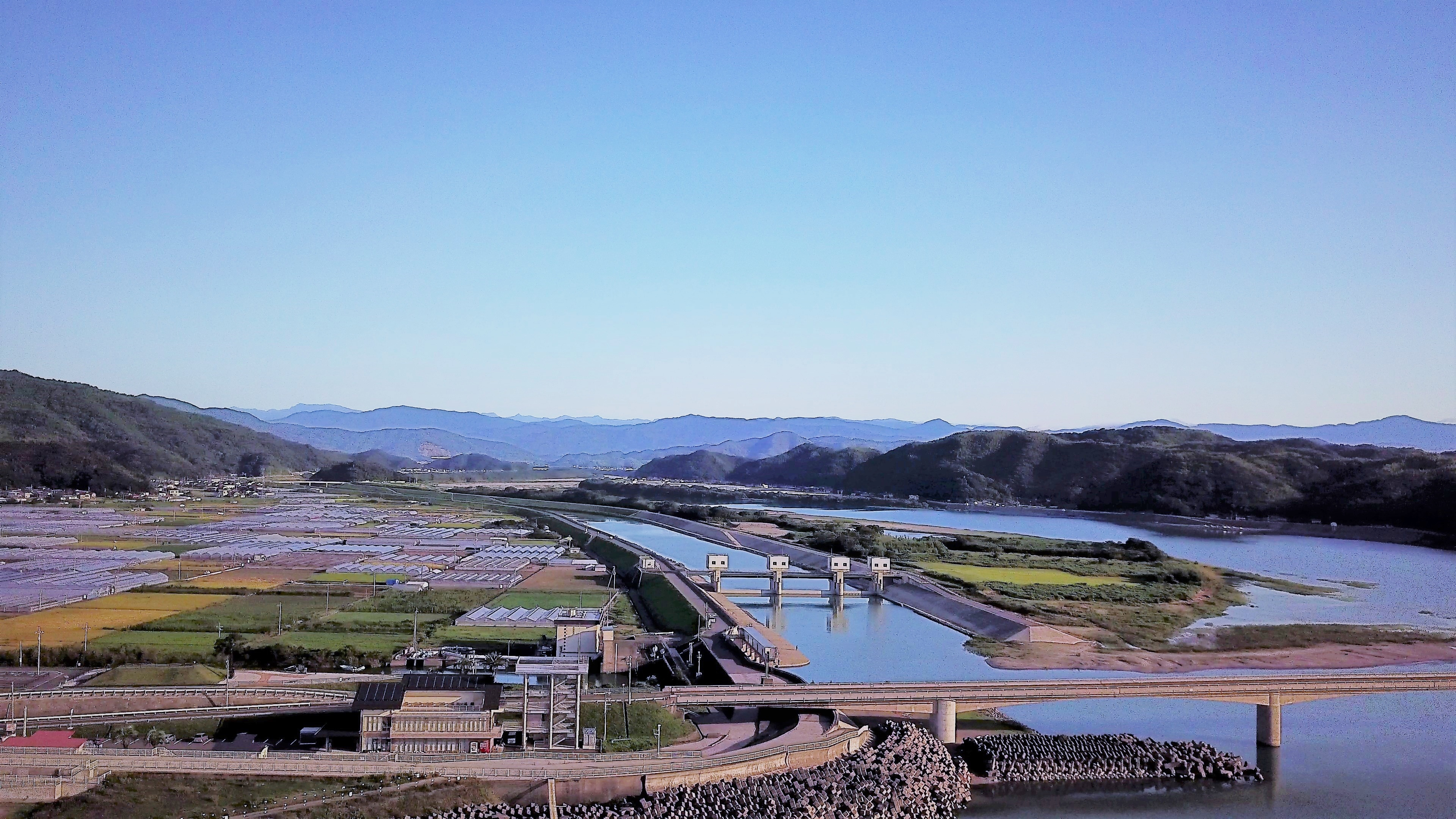
波介川河口導流路の完成
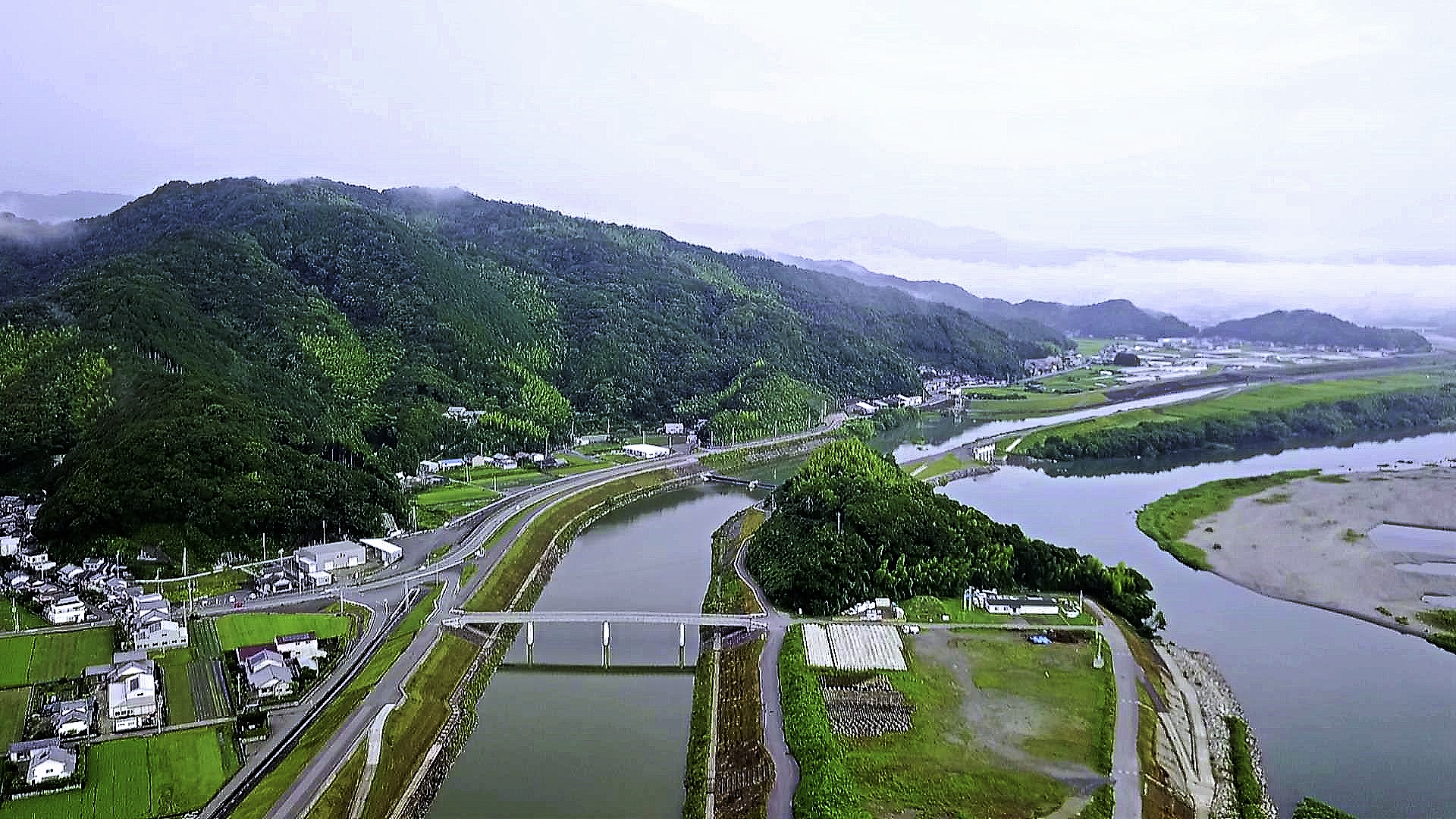
夢渡し橋

## 歴史
- 幕末 - 高岡郡新居村が存在。「旧高旧領取調帳」の記載によると高知藩領。
- 明治4年7月14日（1871年8月29日） - 廃藩置県により高知県の管轄となる。
- 1889年（明治22年）4月1日 - 町村制の施行により、近世以来の新居村が単独で自治体を形成。
- 1942年（昭和17年）4月1日 - 宇佐町と合併して新宇佐町が発足。同町の大字となる。
- 1949年（昭和24年）4月1日 - 新宇佐町から分立して新居村（第2次）が発足。大字は編成せず。新宇佐町は改称して宇佐町（第2次）となる。
- 1958年（昭和33年）4月1日 - 高岡町・宇佐町（第2次）と合併し、改めて高岡町が発足。同日新居村（第2次）廃止。同町の大字となる。
- 1959年（昭和34年）1月1日 - 高岡町が市制施行・改称して土佐市となり、同市の大字となる。

## 交通

### バス
土佐市ドラゴンバス
- 宇佐・伊野線
- 宇佐・中島線

### 道路
- 高知県道23号須崎仁ノ線
- 高知県道282号新居中島線

## 施設
- 土佐警察署新居駐在所
- 新居緑地公園
- 新居地区観光交流施設 南風
- 土佐市立新居小学校
- 新居郵便局
- 光の村土佐自然学園
- 光の村
- 白菊園病院

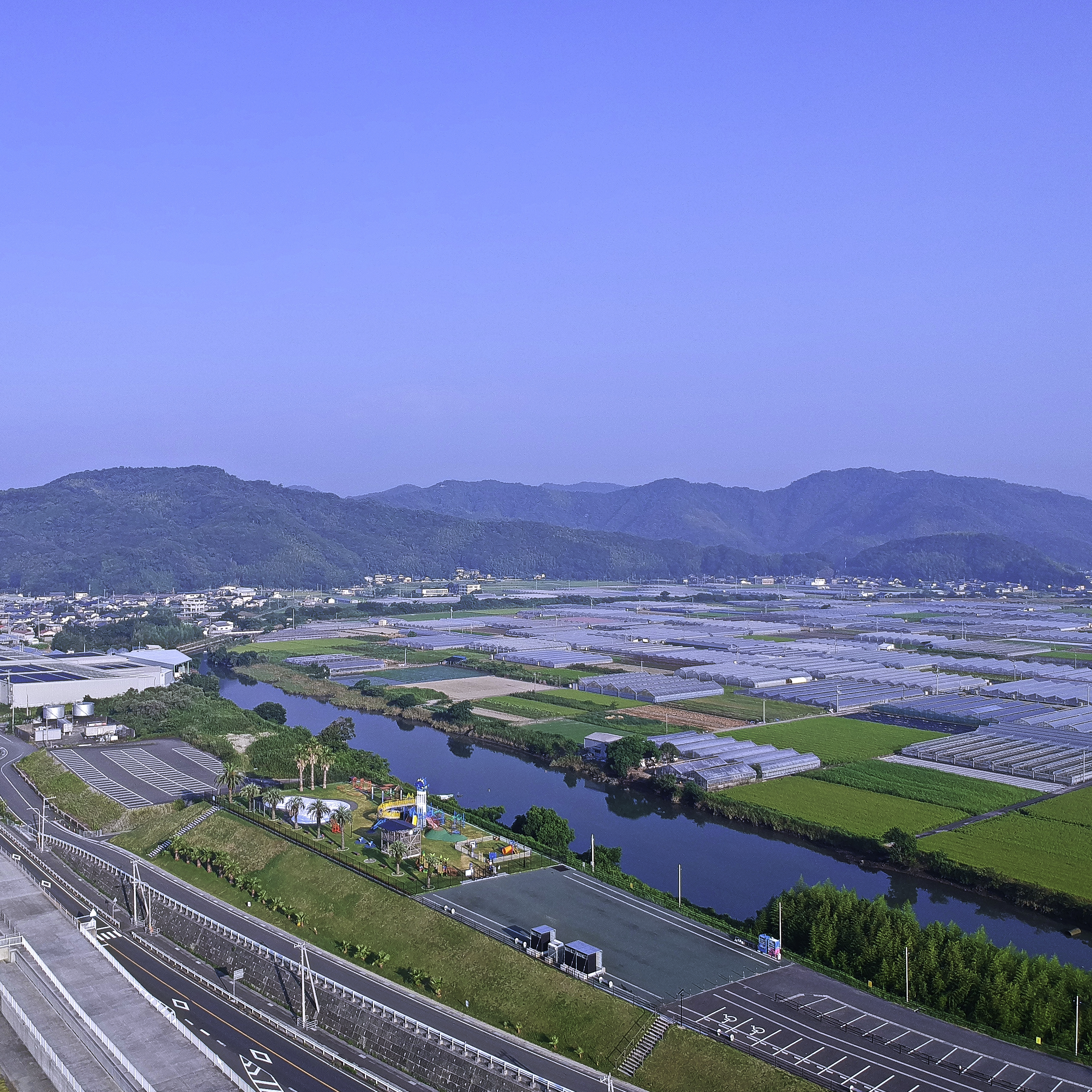
新居緑地公園と土佐市新居地区の風景
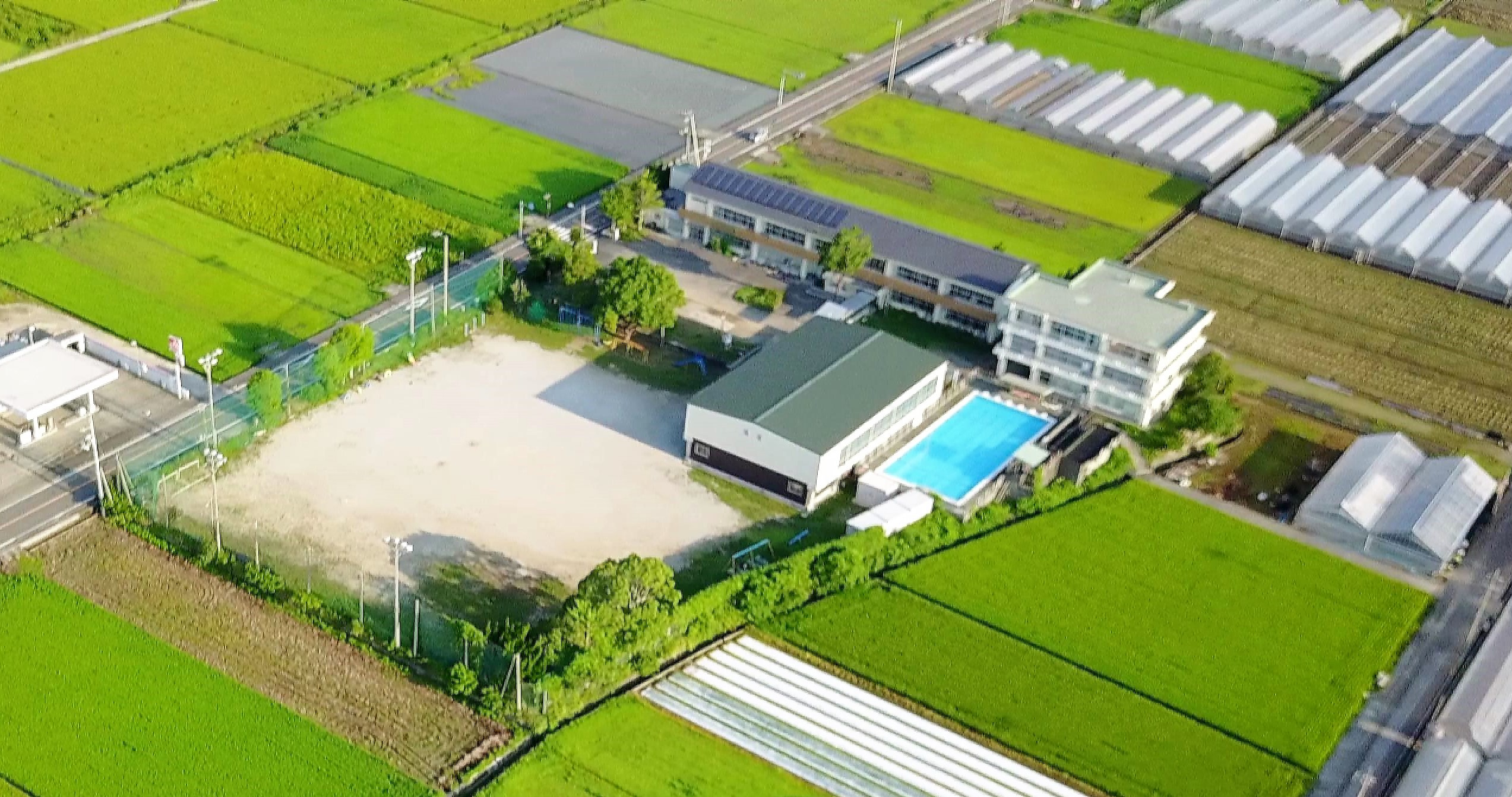
土佐市立新居小学校
仁淀川河口のハウス群
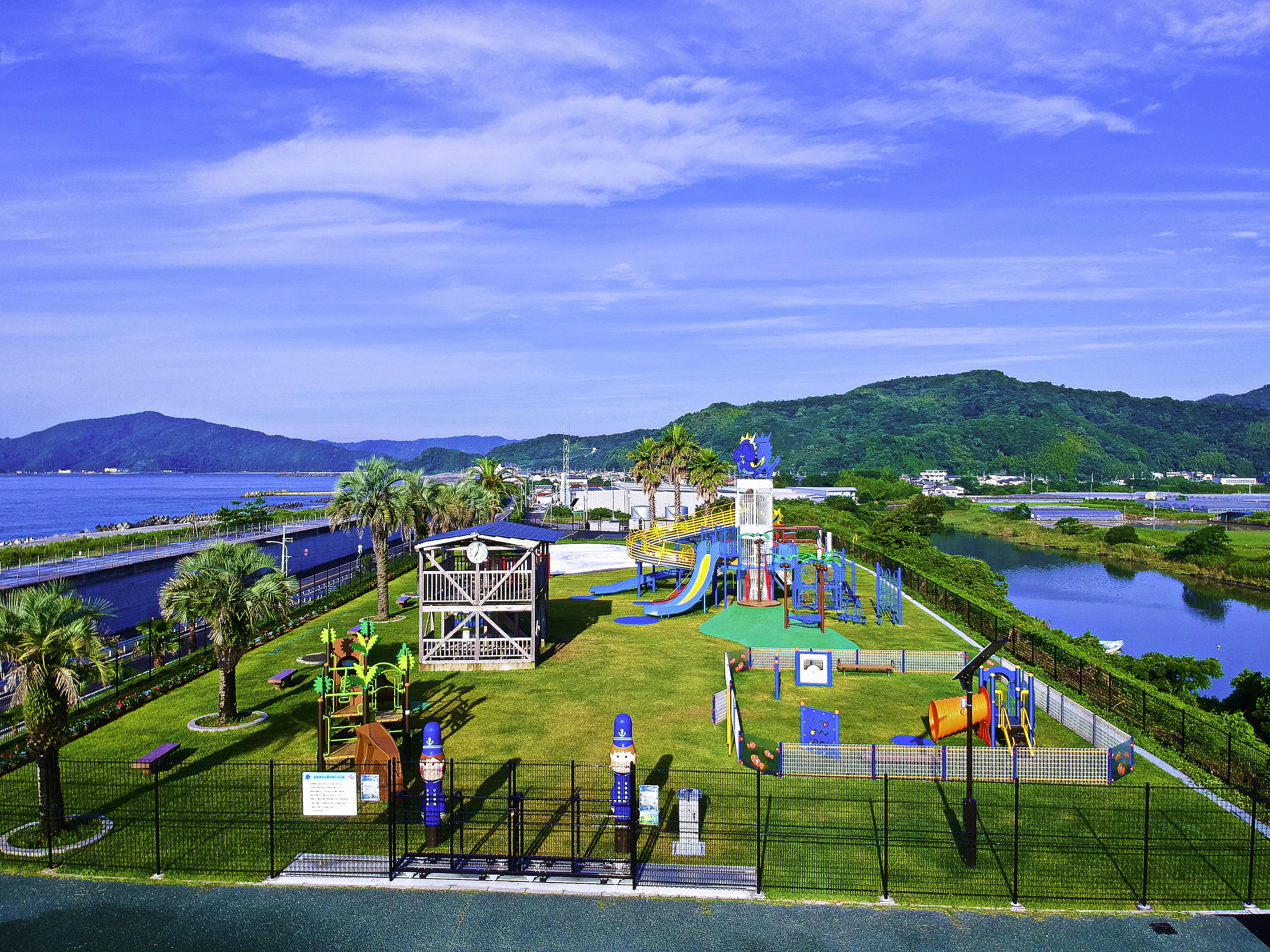
新居緑地公園 遊具ゾーン
仁淀川河口にある土佐市新居観光施設「南風」まぜ